# Koninklijke Football-Club Katelijne

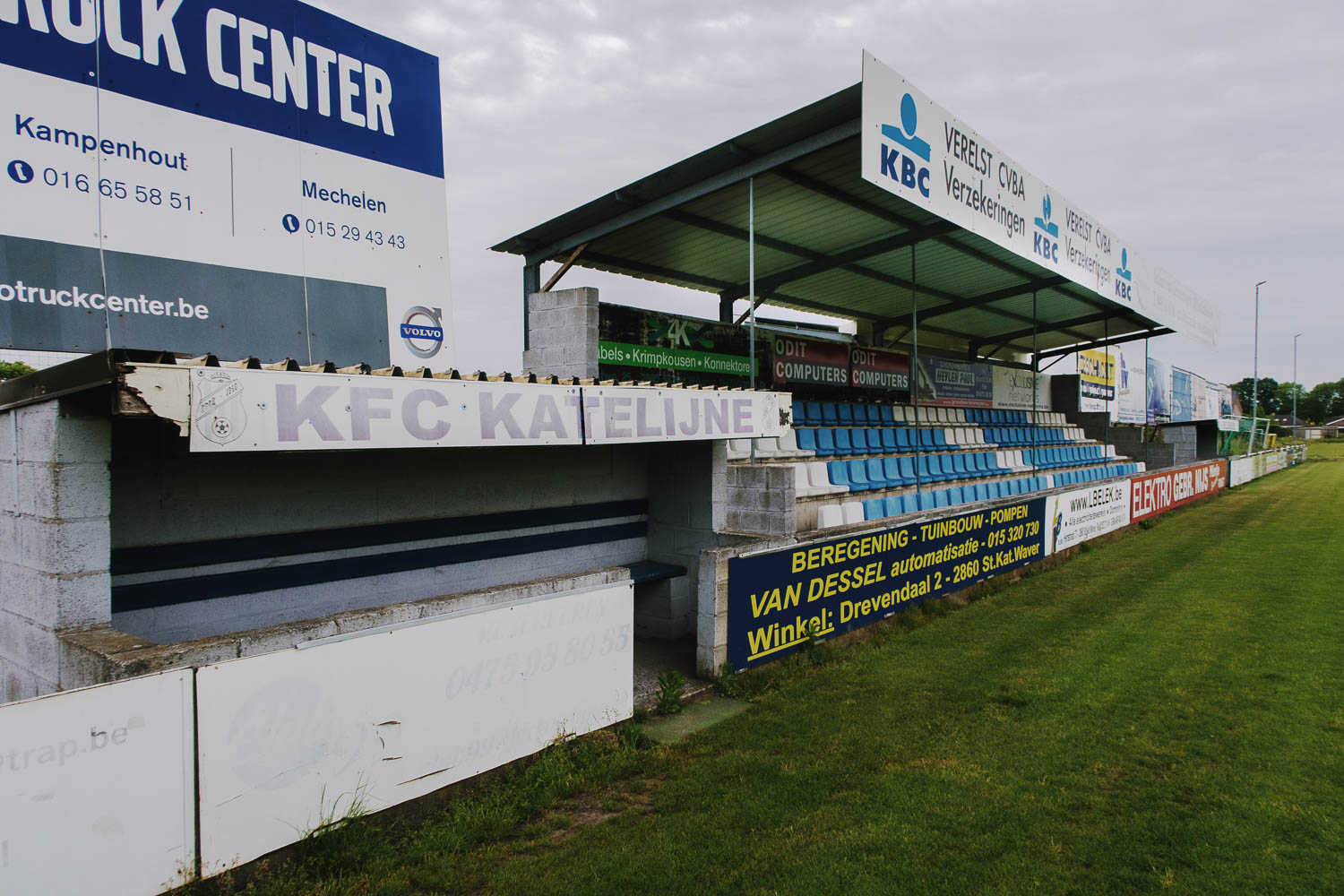
De zittribune van KFC Katelijne.

Koninklijke Football-Club Katelijne, kortweg KFC Katelijne, is een Belgische voetbalclub uit Sint-Katelijne-Waver.

## Geschiedenis
De club werd in 1946 als FC Katelijne opgericht. Men sloot aan bij de Belgische Voetbalbond en kreeg stamnummer 4453. De club speelde vele jaren in de laagste provinciale reeksen. In 1979 kon men naar derde provinciale promoveren, waar men tijdens de jaren 80 zou blijven spelen. In 1990 steeg men verder naar tweede provinciale. In 1998 volgde dan een eerste promotie naar eerste provinciale, de hoogste provinciale afdeling. De club zakte terug na slechts één seizoen, maar zou de komende jaren enkele malen heen en weer gaan tussen de twee hoogste provinciale niveaus.
In 2000 werd de infrastructuur van KFC Katelijne uitgekozen als trainingscomplex voor de nationale ploeg van het toenmalige Joegoslavië. In het seizoen 2003/04 werd de ploeg winnaar van de Beker van Antwerpen. Dankzij deze overwinning mocht men in seizoen daarop van start gaan in de Beker van België, waar men na twee rondes werd uitgeschakeld. In de competitie in eerste provinciale eindigde de ploeg dat seizoen op een tweede plaats en pakte de tweede periodetitel. KFC Katelijne mocht zo naar de eindronde, maar verloor daar van KFC Schoten en slaagde er zo niet in voor het eerst te promoveren naar de nationale voetbalreeksen.
In het seizoen 2009/10 was het wel raak, na een sterke seizoenstart wist Katelijne de eerste periodetitel te winnen. Daardoor verzekerden ze zich van deelname aan de eindronde. Na een 3-1 thuisoverwinning en een 0-3 uitoverwinning op het veld van KFC Houtvenne promoveerde Katelijne voor de eerste maal in zijn geschiedenis naar Vierde klasse.
In het seizoen 2011/12 eindigde Katelijne op een degradatieplaats nadat Koninklijke Lyra TSV 3 punten bijgekregen had omdat FC Charleroi tegen hen een niet-speelgerechtigde speler had opgesteld. Katelijne protesteerde tegen deze gang van zaken en kreeg gelijk, waardoor de club in Vierde klasse kon blijven. In 2012/13 telde Vierde klasse C daardoor achttien clubs, want ook verliezend eindrondedeelnemer Union Saint-Ghislain Tertre-Hautrage werd opgevist om een even aantal clubs te hebben.

## Bestuur
Huidig voorzitter is Bart Huysmans en secretaris is Kathy Branswyk. De clubkleuren zijn blauw-wit.

### Voorzitters
| Tijdspanne  | Voorzitter      |
| ----------- | --------------- |
| 1946 - 1947 | Jan Keller      |
| 1947 - 1962 | Flor Piessens   |
| 1962 - 1966 | Frans De Wit    |
| 1966 - 1969 | Pierre Huysmans |
| 1969 - 1973 | Marcel Aerts    |
| 1973 - 1978 | René Hens       |
| 1978 - 1991 | Mia Van Reusel  |

| Tijdspanne   | Voorzitter         |
| ------------ | ------------------ |
| 1991 - 1993  | Willy Keirsmaekers |
| 1993 - 1995  | Frans De Donder    |
| 1995 - 1998  | Marcel Bogaert     |
| 1998 - 2002  | Jan De Bruyn       |
| 2002 - 2006  | Paul Eggers        |
| 2006 - heden | Bart Huysmans      |

## Resultaten
| Seizoen | Klasse | Klasse | Klasse | Klasse | Klasse | Klasse | Klasse | Klasse | Klasse | Reeks                                                    | Punten                                                   | Opmerkingen                                                       |
|         | I      | I      | II     | III    | IV     | P.1    | P.2    | P.3    | P.4    |                                                          |                                                          |                                                                   |
| ------- | ------ | ------ | ------ | ------ | ------ | ------ | ------ | ------ | ------ | -------------------------------------------------------- | -------------------------------------------------------- | ----------------------------------------------------------------- |
| 2007/08 |        |        |        |        |        | 8      |        |        |        | 1e Prov. Antw.                                           | 42                                                       |                                                                   |
| 2008/09 |        |        |        |        |        | 6      |        |        |        | 1e Prov. Antw.                                           | 50                                                       |                                                                   |
| 2009/10 |        |        |        |        |        | 4      |        |        |        | 1e prov. Antw.                                           | 54                                                       | Winst in provinciale eindronde                                    |
| 2010/11 |        |        |        |        | 6      |        |        |        |        | 4e klasse B                                              | 41                                                       |                                                                   |
| 2011/12 |        |        |        |        | 14     |        |        |        |        | 4e klasse B                                              | 31                                                       | Geëindigd op degradatieplaats, maar degradatie afgewend na klacht |
| 2012/13 |        |        |        |        | 15     |        |        |        |        | 4e klasse C                                              | 25                                                       |                                                                   |
| 2013/14 |        |        |        |        |        | 16     |        |        |        | 1e prov. Antw.                                           | 19                                                       |                                                                   |
| 2014/15 |        |        |        |        |        |        | 15     |        |        | 2e prov. Antw.                                           | 21                                                       |                                                                   |
| 2015/16 |        |        |        |        |        |        |        | 4      |        | 3e prov. Antw.                                           | 53                                                       |                                                                   |
|         | 1A     | 1B     | 1Am    | 2Am    | 3Am    | P.I    | P.2    | P.3    | P.4    | Vanaf 2016-17 zijn er 3 nationale en 2 regionale niveaus | Vanaf 2016-17 zijn er 3 nationale en 2 regionale niveaus | Vanaf 2016-17 zijn er 3 nationale en 2 regionale niveaus          |
| 2016/17 |        |        |        |        |        |        | 8      |        |        | 2e prov. Antw. A                                         | 38                                                       |                                                                   |
| 2017/18 |        |        |        |        |        |        | 13     |        |        | 2e prov. Antw. A                                         | 33                                                       |                                                                   |
| 2018/19 |        |        |        |        |        |        |        | 2      |        | 3e prov. Antw. B                                         | 55                                                       |                                                                   |
| 2019/20 |        |        |        |        |        |        |        | 4      |        | 3e prov. Antw. B                                         | 49                                                       | Competitie vroegtijd stopgezet vanwege de coronapandemie          |
| 2020/21 |        |        |        |        |        |        |        | -      |        | 3e prov. Antw. C                                         | -                                                        | Geen competitie vanwege de coronapandemie                         |
| 2021/22 |        |        |        |        |        |        |        | 9      |        | 3e prov. Antw. C                                         | 43                                                       |                                                                   |
| 2022/23 |        |        |        |        |        |        |        | 7      |        | 3e prov. Antw. B                                         | 47                                                       |                                                                   |
| 2023/24 |        |        |        |        |        |        |        | 6      |        | 3e prov. Antw. A                                         | 51                                                       |                                                                   |
| 2024/25 |        |        |        |        |        |        |        | 11     |        | 3e prov. Antw. A                                         | 32                                                       |                                                                   |
| 2025/26 |        |        |        |        |        |        |        |        |        | 3e prov. Antw. A                                         |                                                          |                                                                   |

## Bekende (ex-)spelers
- Kurt Baetens
- Bart Jacobs
- Akwasi Oduro
- Ricardo Smits
- Stéphane Stassin
- Ruben Symons

## Trainers
- 2011-2012  Zivica Kanacki,  Werner Hendrickx,  Sven Swinnen
- 2012-2013  Rik Blindeman,  Gilbert Van Den Bempt
- 2013-2014  Gilbert Van Den Bempt,  Marc Behiels
- 2014-2015  Glenn Liekens
- 2015-2016  Glenn Liekens
- 2016-2017  Glenn Liekens
- 2017-2018  Glenn Liekens,  Jeroen Raymenants
- 2018-2019  Jeroen Raymenants
- 2019-2020  Serge Van den Stock
- 2020-2021  Umut Aktepe
- 2021-2022  Umut Aktepe